# Protaetiomorpha felina
Protaetiomorpha felina är en skalbaggsart som beskrevs av Hippolyte Louis Gory och Achille Rémy Percheron 1833. Protaetiomorpha felina ingår i släktet Protaetiomorpha och familjen Cetoniidae. Inga underarter finns listade i Catalogue of Life.